# شريف عبد المجيد
شريف عبد المجيد (1971) قاص وسيناريست ومصور مصري من مواليد القاهرة شارع الخليفة بالقاهرة القديمة أصدر ستة مجموعات قصصية، أحدثها ”بالحجم العائلي“، وكتاب مصور يوثق أحداث ثورة يناير عبر الرسم الجرافيتي تحت عنوان ”أرض أرض... حكاية ثورة الجرافيتي“ الذي فاز بجائزة أفضل كتاب فني عام 2012. كما نظم معارض فنية للتصوير الفتوتغرافي ليعرض فيها أعماله الفتوتغرافية. ترشح لعدة جوائز في مجالي الفن والأدب، من بينها جائزة ساويرس لشباب الكتاب في القصة القصيرة عام 2008.

## الحياة الشخصية
ولد عبد المجيد في حي السيدة زينب الشعبي عام 1971، في فترة غرقت فيها النوبة القديمة، وهي موطنه الأصلي، وحتى وصف النوبة في ثلاثة من قصصه القصيرة.

## السيرة المهنية
توغل عبد المجيد في مجالي الفن والأدب وألف ما يزيد عن خمسة عشر نصاً في مسار السيناريو الفيلمي التسجيلي والروائي القصير. ففي مجال الفن، تولى منصب منتج تلفزيوني للقناة الفضائية المصرية لمدة تجاوزت الخمسة عشر عاماً، وقدم في مواضيع شتى أبرزها الفن الجرافيتي، الذي عُرض تحت ثلاثة عناوين بالصوت والصورة، وأصدر أربعة كتب مصورة من بينها كتاب ”أرض أرض... حكاية ثورة الجرافيتي“ الذي وثّق فيه أحداث ثورة 25 يناير. وبفضل هذه المساهمة حاز على جائزة المعرض الدولي للكتاب مرتين. ونتيجة شغف عبد المجيد بالتصوير الفوتوغرافي، أقام أربعة معارض يعرض فيها إنتاجاته، كما شارك في معارض جماعية. ويتجلى اهتمام عبد المجيد وحرصه على مواصلة التعليم في تعلمه لتصوير الفيديو بشكل احترفي، ويعود ذلك لسرعة إنتشار فنون الديجتال والفيديو آرت في هذا الزمن، كما هو موجود في موقع «اليوتيوب». ويأمل في أن يستفيد من هذا الفن ليصنع فيديوهات تسجيلية قصيرة مستقبلاً. خصص عبد المجيد بعض المعارض الذي أقامها لغرض التوثيق البصري للآثار والقصور المصرية المنسيّة. ففي عام 2018، أقام معرض عن قصر شامبليون في وسط البلد، وآخر عن قصر الخديوي إسماعيل المفتّش، وأخيراً عن قصر فاطمة هانم فهمي في شارع أحمد خورشيد في حي الزمالك في محاولة حمايته من مصيره المحتوم. فهو يؤمن بأن التوثيق يحمي المعالم الأثرية من النسيان ومن منافسة السماسرة على بيعها والإتجار بها ما يجعلها واجب على كل فنان مهتم بالحفاظ على تراث بلده للأجيال القادمة.
أما في مجال الأدب، ألف عبد المجيد ست مجموعات قصصية ألا وهم ”تاكسي أبيض“، و”صولو الخليفة“، و”الجريمة الكاملة“، و”مقطع جديد لأسطورة قديمة“، و”خدمات مابعد البيع“، وأخيراً ”بالحجم العائلي“. وألف أيضاً ثلاث نصوص مسرحية ألا وهم ”الوصية قاطع طريق“ و”كونشرتو الزوجين“ و”الراديو“. ونظراً لقلة اهتمام دور النشر بالمسرحيات مقارنة بإهتمامها بالروايات والقصص القصيرة والشعر، وعدم توفير التمويل الكافي للمسارح وغياب حرية التعبير، توقف عبد المجيد عن كتابة المسرحيات. وعلى الرغم من أنه قيل أن بعض أعماله الأدبية اتخذت الطابع السياسي، من بينها المجموعات القصصية ”خدمات ما بعد البيع“، و”فرق توقيت“، و”جريمة كاملة“، حرص عبد المجيد عن الإبتعاد عن التعسف وأن تكون كتاباته في نطاق مقتضيات العمل.

## بعض أفكاره
السوشيال ميديا وشُح برامج التليفزيون المصري: لم يكتفي عبد المجيد بإلقاء اللوم على وسائط الديجتال والصحافة الإلكترونية والسوشيال الميديا في شُح البرامج الثقافية، إنما يشير إلى عدم توسع التليفزيون المصري في انتاجه للدراما والبرامج الوثائقية والحصريات الرياضية، وقلة تنوع قنوات التليفزيون المصري. وما لم يتم تحقيق ذلك، سيعاني الإعلام المصري من فقادن نسبة عالية من مشاهديه.
مفهومه عن القصة القصيرة: يشير عبد المجيد إلى أن فن القصة القصيرة نشأ مع ظهور الصحافة المطبوعة، وتطور مع تطورها، وانتشر مع نشأة وسائط التواصل الإجتماعي، مثل موقع «تويتر» و«الفيس بوك»، التي زاد من الإقبال على هذا النوع من الفن. ويرى عبد المجيد أن القصة القصيرة ستعطي فرصاً للعديد من الكتاب الموهوبين، مثل ما أعطته حرية التعبير وساعدته في شقّ طريقه في الحياة. فأعتبرها رفيقة دربه وطريقته في النقش على جدران الحياة كما ينقش المصري القديم على جدران المعابد. وفي لقاء له مع جريدة النهار، أعرب عبد المجيد عن اكتفائه بكتابة القصص القصيرة لأنها تشبع رغبته ككاتب، وتمنحه الكثير من المميزات من حيث التعبير عن الذات بشكل أدبي وتواصله مع غيره من كتّاب وقراء، وذلك دون الحاجة إلى اللجوء إلى الرواية لتحقيق ذلك. كما أن هذا النوع من الفن الأدبي تحول إلى انتاج سينمائي مع مرور الزمن، حيث عرضت القصة الواحدة من مجموعة قصصية ما في شكل فيلم، وتطورت حتى سُميت بفن النوفيلا، والذي يعتبر جسراً يربط بين الرواية والقصة القصيرة، وعامل إجابي في صالح عملية الإبداع.

## مؤلفاته

### مجموعة قصصية
- ”مقطع جديد لأسطورة قديمة“، دار فكرة للنشر والتوزيع، الجيزة، 2002 (الطبعة الأولى)، 2008 (الطبعة الثانية).[4]
- ”خدمات ما بعد البيع“، دار ميريت للنشر، القاهرة، 2007. حققت المجموعة القصصية مبيعات عالية عام 2008، وكانت محور النقاش في العديد من الندوات، كما كتب عنها ما يزيد عن عشر مقالات نقدية في مجلات وصحف مصرية وعربية.[4]
- ”فرق توقيت“، دار نهضة مصر للطباعة والنشر والتوزيع، الجيزة، 2010.
- ”جريمة كاملة“، دار نهضة مصر للطباعة والنشر والتوزيع، الجيزة، 2010.
- ”تاكسي أبيض“، الدار المصرية اللبنانية، القاهرة، 2015.
- ”صولو الخليفة“، دار بدائل للنشر والتوزيع، الجيزة، 2017.
- ”بالحجم العائلي“، الهيئة المصرية العامة للكتاب، القاهرة.

### إصدارات أخرى
- ”حشو مؤقت“ (مجموعة مسرحية)، دار النسيم، القاهرة 2003. تتألف هذه المجموعة المسرحية من ثلاثة نصوص متفرعة من فصل واحد، وتسمى تلك النصوص الثلاثة ”الوصية قاطع طريق“، ”كونشرتو الزوجين“، و”الراديو“.[4]
- ”أرض أرض... حكاية ثورة الجرافيتي“ (كتاب مصوّر). استلهم عبد المجيد فكرة الكتاب في فترة ما بعد تنحي الرئيس المصري السابق، حسني مبارك، إذ امتلأت شوارع القاهرة برسوم فناني الجرافيتي في توثيق لأحداث ثورة 25 يناير. فوجد بعض هذه الرسومات على جدران المعابد في شكل هيروغليفي، والبعض الآخر على جدران شوارع القاهرة. جاب عبد المجيد شوارع وسط البلد، وشارع محرم بك بالإسكندرية، ومنطقة مولد الشهيد خالد سعيد، وصور لوحات رسوم الجدران وجمعه في كتاب مصوّر.[5]
- ”الحرية جاية لابد.. جرافيتي الألتراس“ (كتاب مصوّر)، دار نهضة مصر للطباعة والنشر والتوزيع، الجيزة، 2012.[5][6]

## جوائزه
- حصل على المركز الأول بجائزة ساويرس لشباب الكتاب في القصة القصيرة لمجموعته القصصية ”خدمات ما بعد البيع“، 2008.[1][2][7]
- ترشح لجائزة أفضل كتاب فني لكتابه ”أرض أرض... حكاية ثورة الجرافيتي“، الهيئة المصرية العامة للكتاب، القاهرة، 2012.[2]
- جائزة معرض القاهرة الدولي للكتاب، القاهرة، 2012.[1][8]
- حصل على جائزة أفضل فيلم وثائقي للمهرجان القومي للسينما 2015 عن فيلم ”حيطان 2“.[2]